# Creu de terme del cementiri de Cadaqués
La Creu de terme del cementiri de Cadaqués és una creu de terme situada al centre del primer recinte del cementiri de Cadaqués, el qual és paral·lel a l'església de Sant Baldiri. Està inclosa a l'Inventari del Patrimoni Arquitectònic de Catalunya.

## Descripció
És del tipus de creu de terme: una base de tres graons circulars decreixents, un fust octogonal i un capitell vuitavat decorat amb quatre caps d'angelots en relleu i motllurat a l'extrem superior. Entre els àngels hi ha decoració vegetal. La creu té els braços amb acabaments romboidals. A l'anvers, al sud, hi ha la imatge de la crucifixió mentre que a l'altre costat és llis.

## Història
S'ignora si aquesta creu ja estava al costat de l'ermita de Sant Baldiri, o bé si hi fou portada quan es construí el cementiri l'any 1847. El basament, la columna i el capitell sembla que pertanyen a una creu de terme del segle XVII o XVIII, mente que la creu pròpiament dita que corona el capitell és molt posterior, tant pel seu aspecte formal com pel detall de tenir menys pàtina que els altres elements. Gràcies a una foto trobada al Museu d'Arqueologia de Catalunya, secció Girona, anterior al 1923, on s'aprecia una altra creu, de tipus gòtica i amb els braços flordelisats.